# Autonome Oblast Bergkarabach

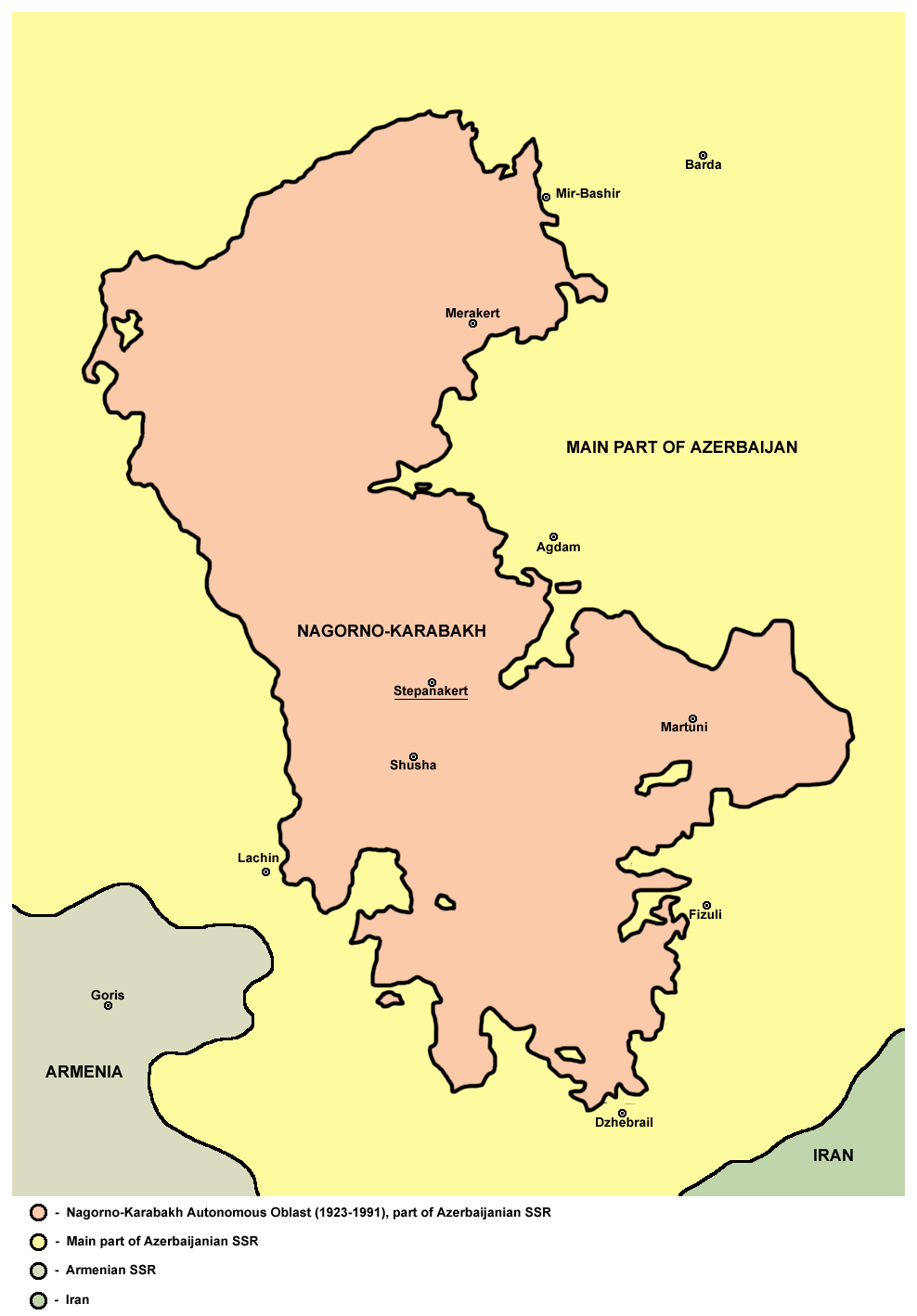
Struktur der Autonomen Oblast

Die Autonome Oblast Bergkarabach (russisch Нагорно-Карабахская автономная область, НКАО; armenisch Լեռնային Ղարաբաղի Ինքնավար Մարզ, ԼՂԻՄ; aserbaidschanisch Дағлыг Гарабағ Мухтар Вилајәти, ДГМВ) war eine autonome Oblast innerhalb der Grenzen der Aserbaidschanischen SSR. Sie bestand von 1923 bis zum Zerfall der Sowjetunion Ende 1991. Die Bevölkerung war mehrheitlich armenisch. Die Hauptstadt war Stepanakert.

## Geschichte
Die zu Beginn des 20. Jahrhunderts hauptsächlich von Armeniern besiedelte Region Bergkarabach war nach der Unabhängigkeit Aserbaidschans und Armeniens vom Russischen Reich zwischen beiden Staaten umstritten. Auch nachdem im Laufe des Jahres 1920 beide unter sowjetische Kontrolle gekommen waren, war der Konflikt nicht gelöst. Im März 1921 sicherte Moskau der Türkei im Friedensvertrag zu, dass Bergkarabach an Aserbaidschan fällt. Als damaliger Kommissar der Nationalitäten war Josef Stalin maßgeblich an der Entscheidung beteiligt. Als Ergebnis dessen wurde am 7. Juli 1923 die Autonome Oblast Bergkarabach innerhalb der Aserbaidschanischen SSR gegründet. Sie wurde als Enklave gegründet, durch einen Landstreifen vom eigentlichen Armenien getrennt. Die Grenzen der Oblast wurden so gezogen, dass so viele armenische Dörfer wie möglich eingeschlossen und so viele aserbaidschanische Dörfer wie möglich ausgeschlossen wurden, um potenzielle Nationalitätenkonflikte zu vermeiden. Das Ergebnis sicherte eine große armenische Mehrheit im Bezirk.
Nach erneuter Eskalation des Bergkarabachkonflikts 1987 zwischen der Armenischen und der Aserbaidschanischen SSR nahmen die gewalttätigen Zwischenfälle zwischen beiden Volksgruppen zu. Nach der Unabhängigkeitserklärung der beiden Sowjetrepubliken Armenien und Aserbaidschan von der Sowjetunion erklärte auch die Verwaltung der Autonomen Oblast am 3. September 1991 die volle Unabhängigkeit als Republik Bergkarabach und beanspruchte weitere Gebiete. Am 26. November 1991 schaffte daraufhin die Nationalversammlung der Republik Aserbaidschan den autonomen Status der Oblast Bergkarabach ab und löste sie auf. Die inneren Verwaltungseinheiten wurden umstrukturiert und ihr Territorium teilweise auf die neu geschaffenen Rajons Tərtər und Kəlbəcər aufgeteilt. Die Bezirke Xocalı, Xankəndi, Şuşa und Xocavənd blieben bestehen. Nach dem darauf in den Jahren 1992 bis 1994 folgenden Krieg war der größte Teil des Territoriums unter der Kontrolle der Streitkräfte der Republik Bergkarabach, die auch Gebiete im Umfeld kontrollierte. Mit der Erklärung der Unabhängigkeit und der Auflösung der Oblast durch Aserbaidschan endete die Geschichte der Autonomen Oblast Bergkarabach.

## Verwaltungsstruktur und Bevölkerung

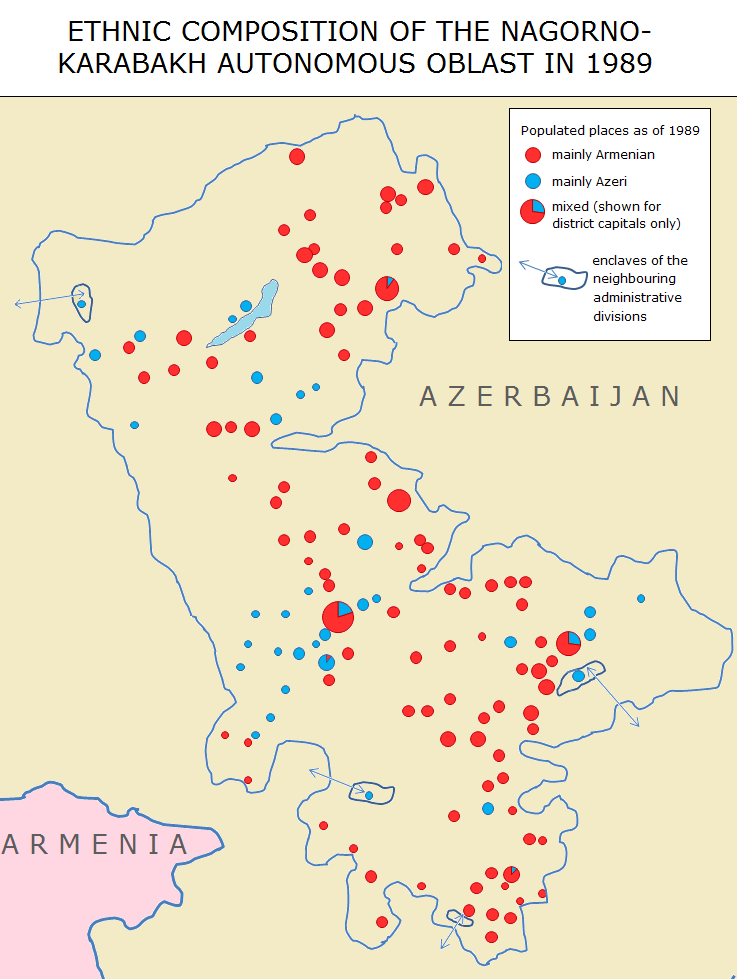
Bevölkerungsverteilung in der Oblast 1989: Armenier, Aserbaidschaner

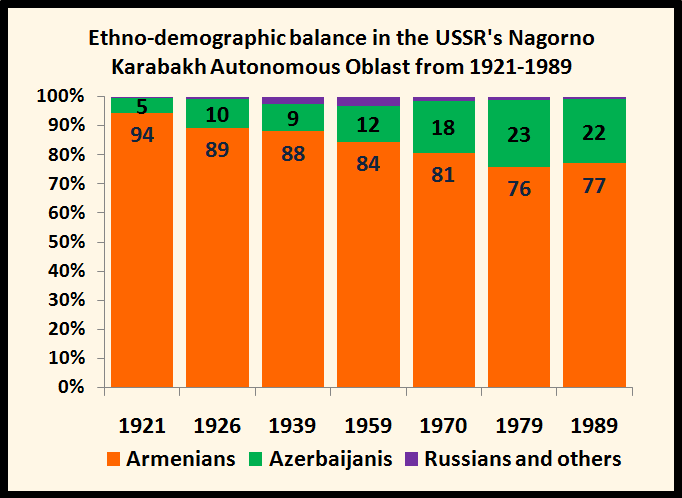
Entwicklung der Bevölkerungszusammensetzung 1921–1989:
Armenier
Aserbaidschaner
Andere

Die Oblast war in fünf Bezirke (Rajon) und die Hauptstadt Stepanakert gegliedert. Innerhalb des Gebiets gab es vier Enklaven, die nicht zur Oblast, sondern zu anderen Verwaltungseinheiten Aserbaidschans gehörten. In ihnen wohnten fast ausschließlich Aserbaidschaner. 1979 hatte die Autonome Oblast Bergkarabach eine Einwohnerzahl von 162.181. Davon waren 75,9 % Armenier. Bei Errichtung der Oblast waren es noch 94,4 % gewesen.
| Gebiet                   | Armenier | %     | Aserbaidschaner | %     | Andere | %    | Gesamt  |
| ------------------------ | -------- | ----- | --------------- | ----- | ------ | ---- | ------- |
| Stepanakert (Hauptstadt) | 52.607   | 92,77 | 3.385           | 5,97  | 713    | 1,26 | 56.705  |
| Rajon Martakert          | 40.085   | 85,20 | 6.200           | 13,18 | 762    | 1,62 | 47.047  |
| Rajon Martuni            | 23.103   | 81,92 | 4.997           | 17,72 | 102    | 0,36 | 28.202  |
| Rajon Askeran            | 15.623   | 74,56 | 5.123           | 24,45 | 208    | 0,99 | 20.954  |
| Rajon Schuschi           | 1.430    | 7,02  | 18.679          | 91,68 | 265    | 1,30 | 20.374  |
| Rajon Hadrut             | 12.555   | 86,66 | 1.932           | 13,34 | –      | –    | 14.487  |
| Gesamt                   | 145.403  | 77,44 | 40.316          | 21,47 | 2.050  | 1,09 | 187.769 |